# Mušov

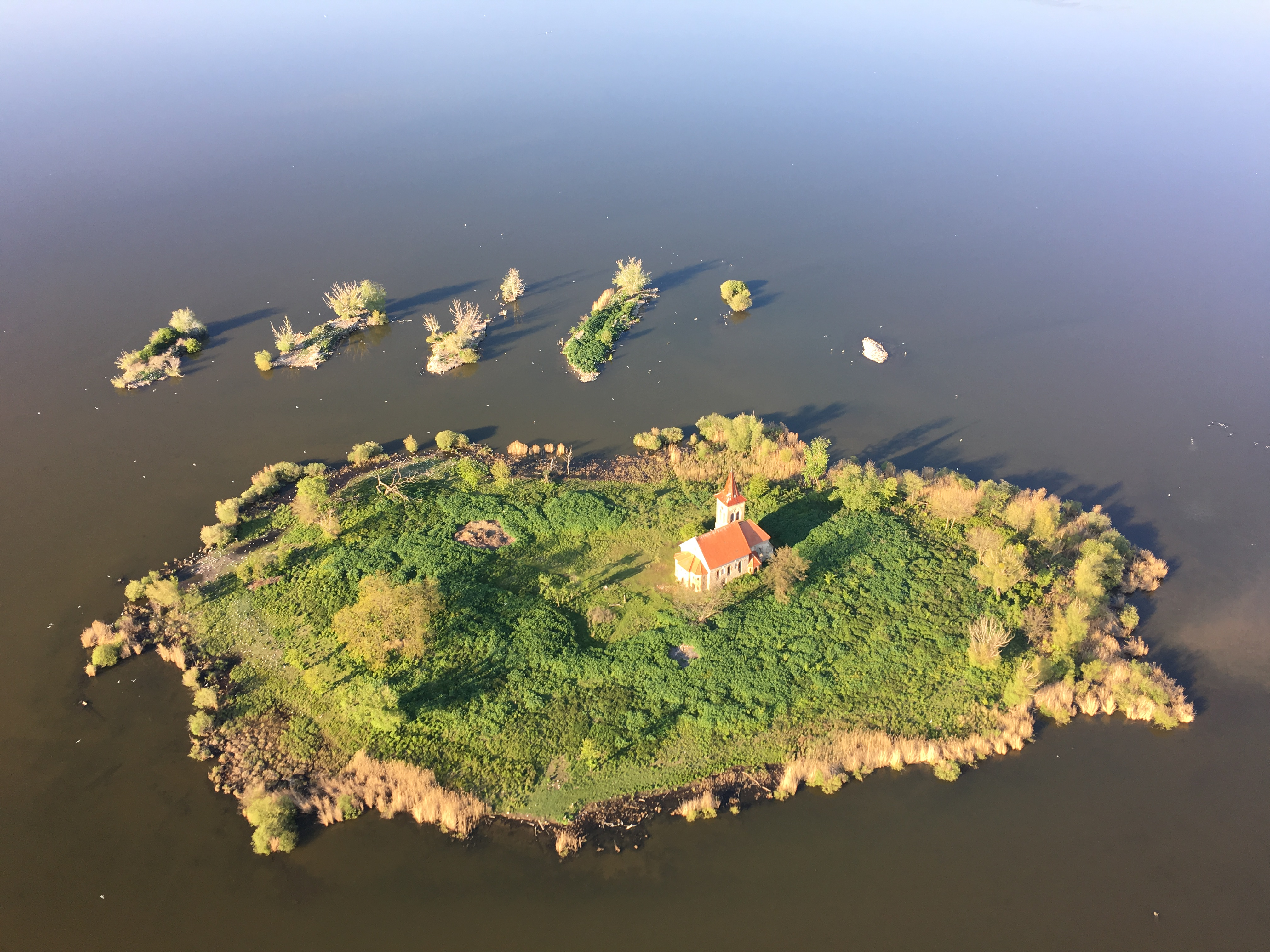
Vista aérea de la iglesia de San Linhart.

Mušov (en alemán Muschau) es un territorio catastral y un pueblo inundado en la región de Moravia Meridional en la República Checa. El territorio de antiguo Mušov, con una superficie aproximada de 15 km², pertenece al pueblo adyacente llamado Pasohlávky.

## Historia

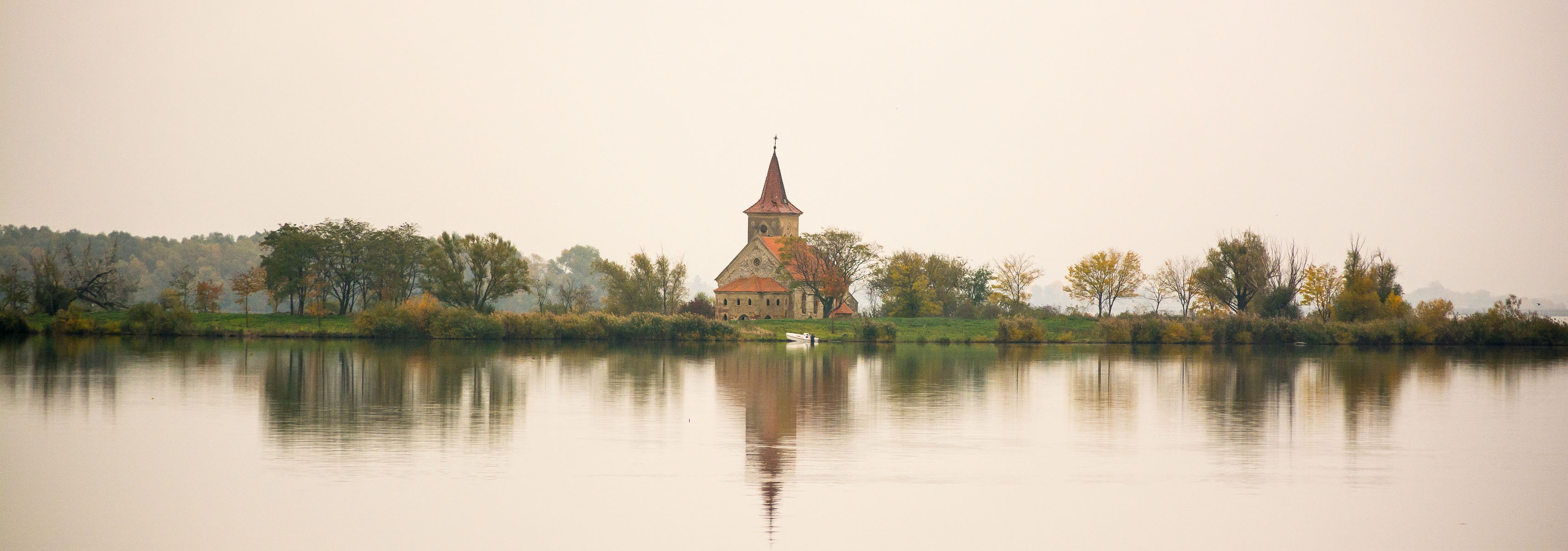
Iglesia de San Linhart.

La primera referencia histórica de Mušov apareció en 1276. El pueblo fue establecido por los colonizadores alemanes en el siglo XIII cerca de una ruta terrestre que conectaba Brno con Viena. Cerca del pueblo se encontraba un puente sobre el río Dyje que discurría por los bosques del lugar con sus numerosos meandros y regularmente inundaba los alrededores. Mušov fue destruido a pesar de la  fuerte resistencia de sus habitantes a finales de los años 70' del siglo XX porque los órganos socialistas querían construir una obra hidráulica hamada Nové Mlýny (Molinos Nuevos). 
Hasta 1976, Mušov había sido un pueblo independiente pero en aquel año fue unido al pueblo contiguo, Pasohlávky (distrito Břeclav hasta 2006, después distrito Brno-campo). Los habitantes tenían dos opciones posibles: o aceptar un piso, o edificar su propia casa familiar en una calle nuevamente establecida en el pueblo Pasohlávky. Solamente la iglesia de San Linhart (Leonhard o Leonardo de Noblat), ubicada en una pequeña isla en el centro del embalse Věstonice, fue conservada debido al esfuerzo de los protectores de monumentos históricos del lugar. La estatua de san Juan Nepomuceno, que se había encontrado frente al puente de Mušov, fue desplazada a Pavlov, donde se encuentra delante de un cementerio. Intactas han permanecido las bodegas que se encuentran en Hradisko, un monte hallado al norte de los embalses, junto al lado oeste de la carretera que va a Pohořelice. La cruz de la plaza de Mušov fue trasladada a Opatovice, donde la podemos encontrar al lado de la iglesia del lugar. El último día de apertura de la oficina de correos fue el 30 junio del  año 1978. El pueblo fue borrado del registro de residencias en 1980 y el área fue definitivamente inundada por el agua del embalse en 1987.  

## El yacimiento arqueológico
En el monte Hradisko u Mušova (originalmente Burgstall) encima del antiguo pueblo y el autocamp Merkur, se encontraba un campamento militar romano del siglo II, cuyos edificios de mando fueron construidos de mampostería. Además, en la misma zona, tenían un balneario. La legio X romana tenía que vigilar las tribus marcomanas vencidas en las guerras marcomanas allí durante el reinado del emperador Marco Aurelio.
El 21 de octubre de 1988 fue un día importante por el descubrimiento de una tumba que pertenecía a un príncipe germano y que contenía un sinfín de objetos de valor. El príncipe fue probablemente un aliado de los romanos durante la guerra. En los años 90 del siglo pasado fueron realizados importantes arreglos de las carreteras del lugar que llevaron a otros descubrimientos. La estación romana era mucho más grande de lo que los arqueólogos habían pensado. Además, encontraron los restos de campamentos romanos temporales y cementerios antiguos eslavos. Los descubrimientos arqueológicos son generalmente numerosos en esta área.
- Datos: Q1660096
- Multimedia: Mušov / Q1660096